# 倪維思

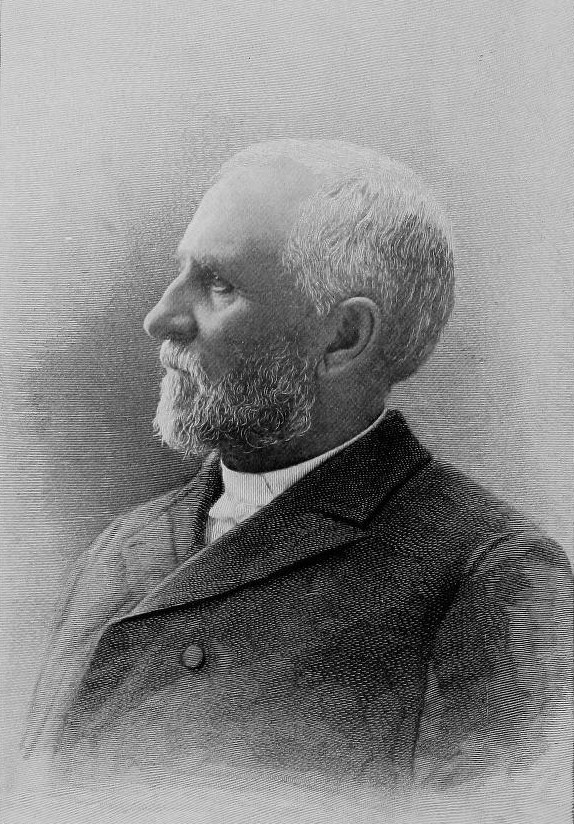
倪维思

倪维思（John Livingstone Nevius，1829年—1893年）是美北长老会派往中国的传教士。

## 生平
1829年，倪维思出生于美国纽约州西部"湖泊之乡"洛迪村和奥维德村之间的一个农场里。该农场是一个田园诗般的乡村，周围是田野和草地，附近有一泓纯净的泉水，而塞内卡湖"在树上闪闪发光"，距离他只有2英里远。倪维思是荷兰裔美国人本杰明-内维斯和他的妻子玛丽-丹顿的儿子。倪维思在奥维德的学院念书，然后在谢内克塔迪的联合学院接受教育，从1850年起，他在普林斯顿长老会的准牧师。
1853年，Nevius与Helen Coan结婚，同年6月15日，夫妻俩以传教士的身份踏上了为期6个月的海上航行，前往中国宁波，在1854年春天抵达宁波。他和他的妻子立即开始学习语言，后来，他因他的语言老师涂先生对中国传统民间信仰中的灵异现象产生了浓厚的兴趣。
1861年夫妻俩转往山东登州，起初寄居在北门里一所观音庙内。
在1862年的霍乱期间，他们在登州为当地人配药。
倪维思还培训了传教士，并帮助建立了1870年在上海举行的全国第一次教会会议。
倪维思原在日本工作。因北京条约订立而转配前往登州布道。
倪维思和海伦夫妻俩就地收养了几名父母双亡和被遗弃的女孩子，并延师教她们习字读书。
是为女校的先导，时在同治元年，即1862年。
两年后倪牧师夫妇返回美国为筹款并医夫人的病。
1867年，夫妻俩返回中国。1871年，他们搬到了芝罘，并在那里建了一座名为 "南楼 "的房子。
1873年，倪维思开始了长达600英里的徒步传教之旅，他在沿途的任何地方都能找到休息和食物。
1877年，山东省发生大饥荒（"华北大饥荒"），他在筹集资金、建立粮食配送中心、组织赈灾团等方面发挥了重要作用。
1889年大饥荒再次袭来，他的能力再次得到了发挥。
在芝罘为基地工作时，工作目标在胶东各县。他见到山区的土地贫瘠，农民艰苦，非改善生活和收入便不足以达到传扬福音的果效。他又鉴于本地气候颇似纽约州他的家乡，于是前往将他家乡大量地亲自选好出产最盛的苹果，梨和葡萄苗等带到烟台。倪维思本出身农家，对于各种果树的虫害和种植方法素有经验。返回烟台后他在毓璜顶山下的东南坡买地十二半华亩建起一间示范农场，将培育出的树苗赠给附近各地的农民。
截至1887年，他已徒步走了数千里路，经常在艰苦的地形、天气等条件下进行传道。
1890年，他去了韩国，虽然只待了两个星期，但他的 "Nevius计划"（见下文）后来被采纳，使那里的教会迅速发展。
1893年10月，他在家中突然去世，享年64岁。葬在芝罘的公墓。
著有《中国和中国人》、《附鬼及其他》、《差会工作方法》、《天路指南》、《祀天辩谬》、《马可注释》、《神学总论》等。

## 本土传教
在对当时西方传教士的方法提出质疑后，倪维思于1885年在《中国记事录》杂志上发表了一系列文章，提出了 "自我传布、自我管理、自我维持"的文安森（Venn-Anderson）原则。其后于1886年出版了《传教士教会的建立与发展》一书，倪维思呼吁摒弃旧式的传教方式，采用他的新计划，培养独立的、自给自足的地方教会。
他反对从传教经费中支付本土教会工资的做法，认为健康的地方教会应该能够自给自足支持自己的本地事工。

## 倪维思计划
后来倪维思制定的传教原则被称为"倪维思计划"，是对亨利-文恩（Henry Venn）和鲁弗斯-安德森（Rufus Anderson）现有思想的发展。
当美国长老会开始在韩国开展工作时，新的传教士们邀请倪维斯为他们提供建议。
接受了他的方法后韩国传教团取得了巨大的成功，但是在中国该计划没有得到类似的欢迎。倪维思的计划概述了以下几点：
- 基督徒应该继续住在自己的社区，从事自己的职业，自食其力，为同工和邻居作见证。
- 宣教只应发展本地教会所希望并能支持的项目和机构。
- 本地教会应该呼召和支持自己的牧师。
- 教会应该用教会成员给的钱财和材料，以当地的方式建立教会。
- 应每年为教会领袖提供更多的圣经和教义指导。